# 朗哈根湖

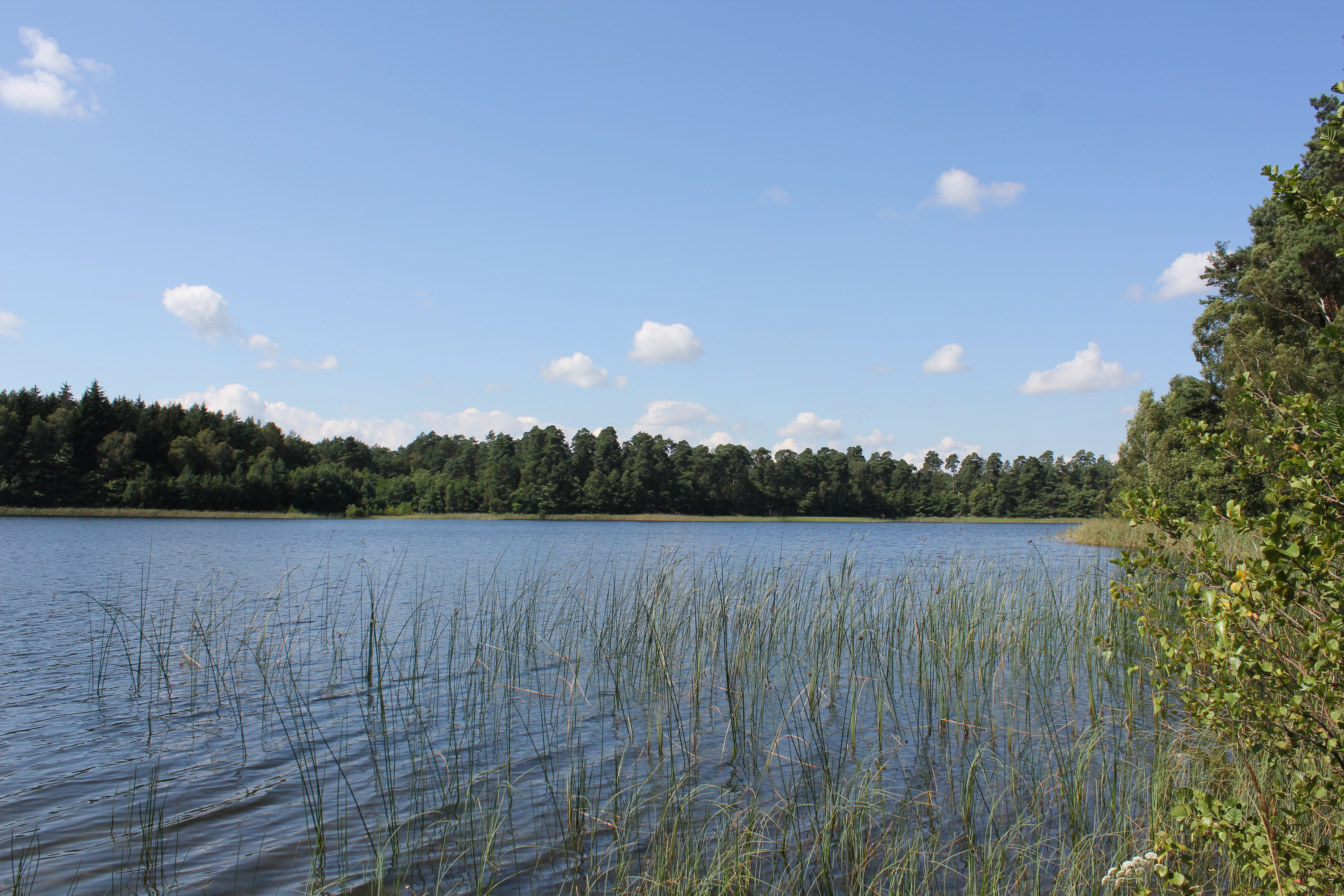

53°35′39.77″N 12°12′13.03″E / 53.5943806°N 12.2036194°E
朗哈根湖（德語：Langhagensee），是德國的湖泊，位於該國東北部，由梅克倫堡-前波美拉尼亞州負責管轄，處於路德維希斯盧斯特-帕爾希姆縣，長2公里、寬0.3公里，面積0.4平方公里，海拔高度52米，最大水深6.2米。